# Caesetius schultzei
Caesetius schultzei är en spindelart som beskrevs av Simon 1910. Caesetius schultzei ingår i släktet Caesetius och familjen Zodariidae. Inga underarter finns listade.